# Robert Heddle-Roboth
Robert « Bob » Heddle-Roboth, né le 4 juillet 1925 et mort le 10 octobre 2013 à Paris, est un maître d’armes français. Il fut successivement un enseignant d’escrime de compétition à Oran, puis dans des clubs parisiens réputés comme le PUC et l’ACBB avant de marquer de son empreinte l’escrime de théâtre, créant et assurant la promotion de ce qu’il appelle « une autre escrime. » Marcel Marceau, son plus fidèle élève disait de lui : « Il est à lui seul les trois mousquetaires à la fois. »

## Biographie

### Jeunesse et escrime de compétition
Robert Heddle-Roboth naît d’un père militaire d’origine sénégalaise. Il passe son diplôme de professeur d’éducation physique et de maître-nageur, et enseigne au lycée Chaptal à Paris. Il entre ensuite à l'École des sports de Joinville-le-Pont à 23 ans, où il est formé par les Maîtres Gardère et Lacaze. À partir de 1951, il devient professeur d’éducation physique au lycée Ardaillon à Oran et directeur de la salle d’armes d’Oran « l’Oranaise ». Pendant les 12 années de sa direction, il forme notamment Norbert Pinelli (maître d'armes et champion de France militaire au fleuret) et François Costa (maître d’armes et champion de France junior au sabre).
Il enseigne l’escrime ensuite six mois à Hambourg. À son retour à Paris en 1962, il intègre le Cercle Artistique et Littéraire auprès du Maître Lacaze. Il devient également maître d’armes au PUC (Paris Université Club) au côté du Maître Jimmy Gaillard. Au milieu des années 1970, il quitte le PUC et rejoint le maître Claude Barbier à l’Athlétique Club de Boulogne-Billancourt (ACBB), où il encadre l’équipe d’épée qui devient championne de France ainsi que des escrimeurs internationaux confirmés comme Alain Varille, Jean-Jacques et Philippe Béna (en), Bertrand Caraès, Alain Siegel et Daniel Levasseur.

### Escrime artistique

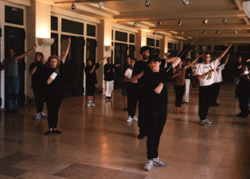
Cour d'escrime artistique du Maître Heddle-Roboth, Théâtre National de Chaillot, 1998.

Après le décès du Maître Gardère, en 1976, il prend la succession au Centre d’Art Dramatique de la rue Blanche (l’ENSATT) où il reste jusqu’en 1992. Il enseigne également au Carré Silvia Monfort de 1974 à 1988, ainsi qu’à l’École Internationale du Mimodrame » de Marcel Marceau de 1976 à 1992, au Théâtre National de Chaillot École Savary de 1988 à 2006, puis avec la Compagnie Marcel Marceau en 2003 - 2004,. 
Il fut également maître d’armes à l’Académie Internationale des Arts du Spectacle de Carlo Boso (l’AIDAS à Venise), TAG Teatro de Venise, aux Apprentis orphelins d’Auteuil ainsi qu’à la Cité Internationale Universitaire de Paris. Il travailla aussi en tant que consultant « Escrime » du Centre International de Formation Théâtrale de Venise, de la Fédération Française des Fêtes et Spectacles Historiques, du Centre International de Formation Théâtrale de Venise et membre du Laboratoire International de Commédia Dell’Arte. Il fut aussi conseiller technique « Escrime artistique et théâtrale » auprès du président de la Fédération Internationale d’Escrime (FIE) René Roch.
Il collabora notamment sur des spectacles avec Jérôme Savary, Marcel Marceau, Jean Vilar, Silvia Monfort, Robert Hossein, Carlo Boso, Annette Mattox, Ella Jaroszewicz et Ethery Pagava,. Ses plus célèbres élèves sont Patrick Dewaere, Jacques Weber, Anthony Hopkins, Antonio Banderas ainsi que Marcel Marceau,,.

## Spectacles
Liste non exhaustive :
- 2013 - Le Départ de Christophe Colomb de Nelly Quette  / mise en scène : Nelly Quette
- 2008 - La Nuit des rois d'après William Shakespeare / mise en scène : Carlo Boso
- 2006 - La Veuve rusée de Carlo Goldoni / mise en scène : Vincent Viotti
- 2003 - Le rêve de d’Artagnan ballet d’Ethery Pagava et Robert Heddle-Roboth / mise en scène : Ethery Pagava et Robert Heddle-Roboth
- 2002 - Ruy Blas de Victor Hugo / mise en scène : Arlette Allain
- 2001 - Horace de Pierre Corneille / mise en scène : Arlette Allain
- 2000 - Cyrano de Bergerac d'Edmond Rostand / mise en scène : Luca Franceschi
- 1992 - Drogues d’amour de Carlo Boso / mise en scène : Carlo Boso
- 1985 - Une conspiration en 1537 de George Sand / mise en scène : Pierre Vielhescaze
- 1982 - Le Misanthrope chez Molière ou l'Impromptu du Marais de Molière / mise en scène : Jacques Mauclair

## Autres activités et distinctions
Robert Heddle-Roboth fut Directeur du Service des Sports de la Cité Internationale Universitaire de Paris de 1963 à 1993 et Secrétaire Général de l’Académie d’Armes de France 1974 à 1984. Il s’engage également au Syndicat national des enseignants d’éducation physique et sportive (SNEPS) où il œuvre notamment pour la titularisation des maîtres d’armes auxiliaires délégués (800 enseignants).
Maître nageur sauveteur, il enseigne la natation, surveille et anime du plan d’eau de L'Aiguillon-sur-Mer et du club de plage de La Faute-sur-Mer tous les étés de 1960 à 1990.
Il publie en 2005 un livre sur l’histoire de l’escrime avec Daniel Marciano « De l’épée à la scène », préfacé par Marcel Marceau.
La Fédération Française d’Escrime et l’Académie d’Armes de France lui décerne le titre d’expert d’honneur d’escrime artistique et théâtrale.